# Псевдодомен верхнього рівня
Псевдодоме́н ве́рхнього рі́вня (англ. pseudo-top-level domain) — термін, яким позначають доменні назви комп'ютерних мереж, які не належать до всесвітньої офіційної системи доменних назв, але можуть використовувати схожу ієрархію доменних назв. До числа таких доменів належать bitnet, csnet, exit, i2p, local, onion, oz, Freenet, uucp і zs.
Ці псевдодомени можуть використовувати синтаксис як у офіційних доменів верхнього рівня і вирішують ту ж задачу створення назв для точок мережі. Їх використовують тільки для особливих цілей, зазвичай для адресування хостів, недоступних за протоколом IP, для таких служб, як електронна пошта і Usenet в uucp.